# William C. Dismukes
William Cantrell Dismukes (* 1. Juli 1850 im Sumner County, Tennessee; † 20. Juli 1903 in Nashville, Tennessee) war ein US-amerikanischer Politiker. Zwischen 1891 und 1895 war er als Präsident des Staatssenats faktisch Vizegouverneur des Bundesstaates Tennessee, auch wenn dieses Amt formell erst 1951 eingeführt wurde.

## Werdegang
William Dismukes besuchte private Schulen und absolvierte das Kentucky Military Institute. Nach dem Jurastudium an der Cumberland University und seiner Zulassung als Rechtsanwalt im Jahr 1871 begann er in Gallatin in diesem Beruf zu arbeiten. Zwischenzeitlich war er auch Friedensrichter in seiner Heimat. Gleichzeitig schlug er als Mitglied der Demokratischen Partei eine politische Laufbahn ein. Von 1889 bis 1890 gehörte er dem Repräsentantenhaus von Tennessee an.
Von 1891 bis 1895 war Dismukes für zwei Legislaturperioden Mitglied und Präsident des Staatssenats. Damit war er Stellvertreter von Gouverneur John P. Buchanan und ab 1893 von dessen Nachfolger Peter Turney. Faktisch bekleidete er das Amt eines Vizegouverneurs. Dieses Amt war bzw. ist in den meisten Bundesstaaten verfassungsmäßig verankert; in Tennessee ist das erst seit 1951 der Fall. Später praktizierte er wieder als Anwalt.  William Dismukes starb am 20. Juli 1903 in Nashville.